# 中街街道 (平凉市)
中街街道，是中华人民共和国甘肃省平凉市崆峒区下辖的一个乡镇级行政单位。

## 行政区划
中街街道下辖以下地区：
东大街社区、南河道社区、新民路社区和万安门社区。